# Foday Sankoh
 (août 2018).
Si vous disposez d'ouvrages ou d'articles de référence ou si vous connaissez des sites web de qualité traitant du thème abordé ici, merci de compléter l'article en donnant les références utiles à sa vérifiabilité et en les liant à la section « Notes et références ».
Foday Sankoh, né le 17 octobre 1937 en Sierra Leone dans le district de Tonkolili et mort le 29 juillet 2003 à Freetown,  est le fondateur du Revolutionary United Front (RUF). Allié de Charles Taylor, il déclencha la guerre civile de Sierra Leone en 1991, principalement pour prendre le contrôle de ses mines de diamants.

## Biographie

### Naissance
Foday Sankoh naît le 17 octobre 1937.

### De la Sierra Leone à la Libye
De 1956 à l’indépendance du pays, le 27 avril 1961, il servit dans l'armée britannique comme sous-officier. Puis il s'engagea dans l'armée régulière sierra-léonaise.
Il participa au coup d'État de 1967, qui porta au pouvoir Siaka Stevens.
Accusé de complot contre le gouvernement, il fut emprisonné pendant 6 ans dans les années 1970.
Dans les années 1980, il rejoint les camps d'entraînements du colonel Mouammar Kadhafi en Libye. C'est là qu'il rencontra son futur allié, Charles Taylor.

### La guerre civile
En 1989, il fonde le RUF et s'allie avec Charles Taylor en vue de prendre le contrôle des mines de diamants de la Sierra Leone.
Le 23 mars 1991, avec une centaine de combattants, il attaque deux villages à l'est du pays, la guerre civile de Sierra Leone est déclenchée.
Ayant besoin de plus en plus de combattants, Foday Sankoh décide d'utiliser les enfants et d'en faire des enfants soldats. Une campagne de terreur commence alors. Massacres, mutilations, cannibalisme rituel, viols, le RUF ne connaît aucune limite.
Le 22 avril 1996, le président élu de Sierra Leone, Ahmad Tejan Kabbah, rencontre Foday Sankoh à Abidjan pour établir un plan de paix.
Le 25 mai, 1996, l'Armed Forces Revolutionary Council (AFRC), conduite par Johnny Paul Koroma, prend le pouvoir lors d'un coup d'État. Quelque temps après, le RUF et l'AFRC décident de s'allier pour diriger le pays.
Le 8 mars 1997, Foday Sankoh est arrêté au Nigeria pour détention d'une arme à feu.
Le 23 octobre 1997, il est condamné à la peine de mort par la Haute Cour de justice de Freetown.
Le 7 juillet 1999, le RUF et le gouvernement de Sierra Leone signent les accords de Lomé qui prévoit une amnistie des crimes antérieurs au traité, la libération de Foday Sankoh, l'entrée du RUF dans le gouvernement et surtout la création d'une Commission chargée des ressources minières et de la reconstruction, dont la présidence devait être tenue par Foday Sankoh. Toujours d'après cet accord, Foday Sankoh devient également le vice-président du gouvernement d'Ahmad Tejan Kabbah.

### L'arrestation et le procès
Le 17 mai 2000, Foday Sankoh, en fuite, est arrêté à la suite de la prise d'otages de 500 Casques Bleus.
Le 4 mars 2002, débute le procès de Foday Sankoh. Il est inculpé par le Tribunal spécial pour la Sierra Leone (TSSL) de 17 chefs d'inculpations, dont des crimes contre l'humanité et des crimes de guerre. Le déroulement du procès fut assez chaotique, principalement en raison de l'état de santé de Foday Sankoh, le procès fut ajourné à plusieurs reprises.
Son avocat a présenté à plusieurs reprises des demandes d'arrêt du procès en raison de la santé déclinante de Foday Sankoh, la cour les refuse toutes.
Le 14 mai 2002, il présente sa candidature à l'élection générale pour le poste de président, mais elle est refusée.
Il meurt le 29 juillet 2003, des suites d'hypertension et d'hypertrophie cardiaque.
Le procureur adjoint du TSSL, Desmond de Silva, déclara à l'annonce de sa mort : « Foday Sankoy a bénéficié de la fin paisible qu'il avait refusée à tant d'autres ».